# Universidad de Yibuti

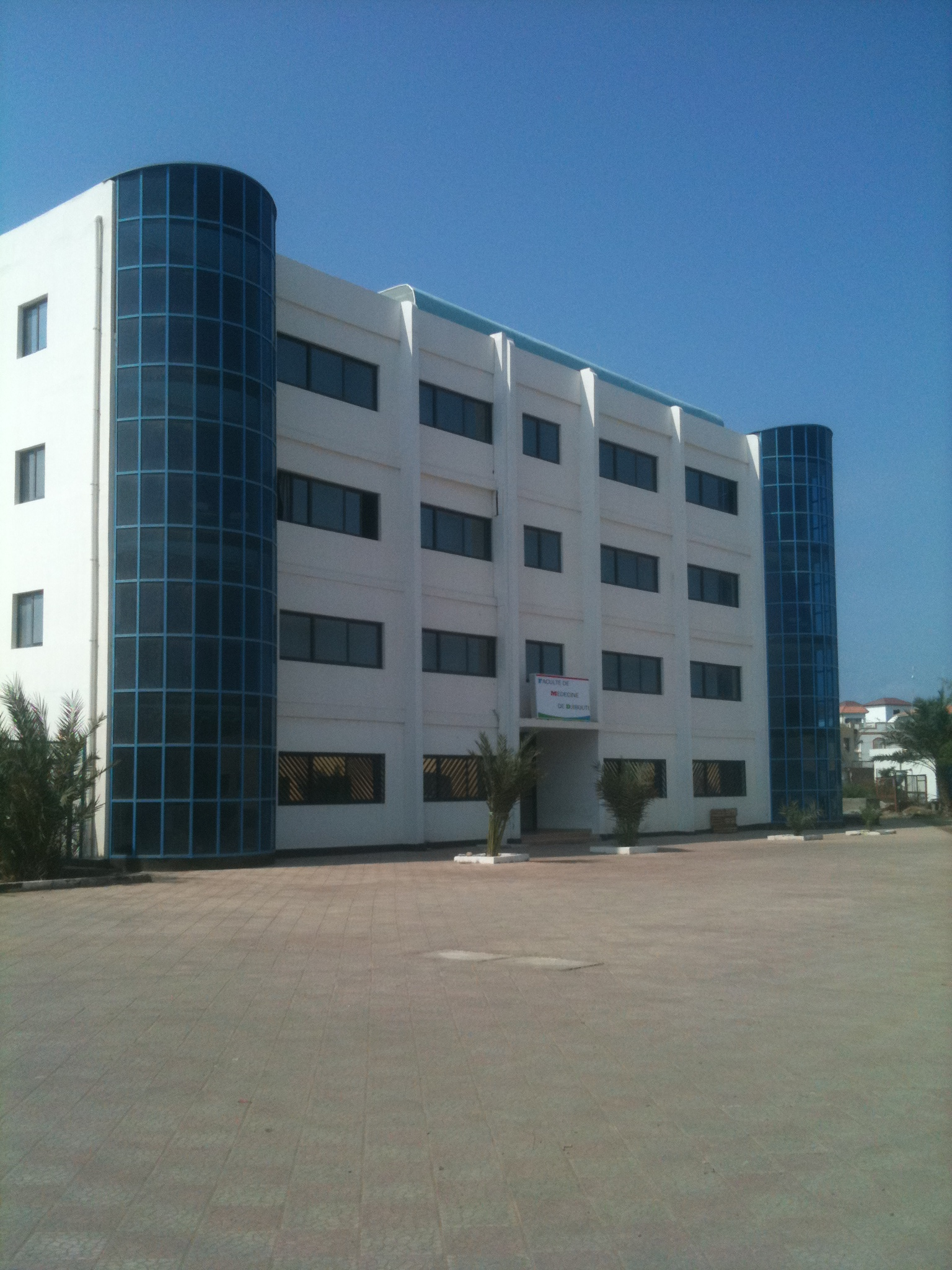
Facultad de medicina

La Universidad de Yibuti (francés: Université de Djibouti) fue creada por decreto el 7 de enero de 2006. Provee de enseñanza superior general y técnica a la población del país de forma continua. Utiliza el sistema de Licenciatura-Master-Doctorado cuyos principales objetivos son la movilidad de los estudiantes armonizando los diplomas y el acceso al saber para todos.
La Universidad de Yibuti contribuye a la investigación, a la producción científica y pedagógica.
Se da una gran importancia a la multipolaridad, es decir, facilitar el acceso de cada uno a una enseñanza superior de claidad.
En el curso 2014-2015, acogió ma 7000+ alumnos con 54 programas universitarios distintos.
- Datos: Q3551582